# Maestrazgo

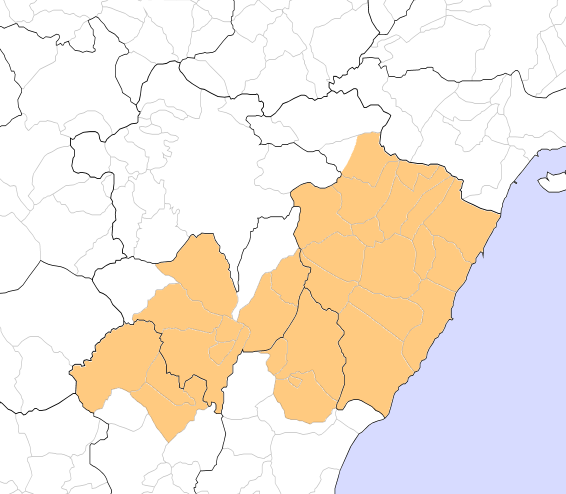
Localização do Maestrazgo na Comunidade Valenciana.

O Maestrazgo (El Maestratu ou El Maestrat vell em valenciano) é uma comarca histórica e natural, que se estende pelo norte da província valenciana de Castellón e pelo sudeste da província aragonesa de Teruel. O nome de Maestrazgo deriva do termo mestre, já que estes territórios se encontravam sob a jurisdição do grão-mestre das ordens militares do Templo, de Malta e de Montesa. Em 1347, a Ordem de Montesa adquiriu toda esta região a Pedro IV de Aragão e passou a ser a sua proprietária. Mais tarde, os Reis Católicos incorporaram-na na Coroa Espanhola, mas esta ordem militar continuou com grandes honras e privilégios. Na zona da província de Castellón, o Maestrazgo pode ser dividido no Alto e no Baixo Maestrazgos, nomes de duas das comarcas castellonenses. Porém, o território histórico em Castellón não coincide com os limites destas e engloba populações do Alto Maestrazgo, do Baixo Maestrazgo, do Alcalatén e da Planície Alta. A região formou uma entidade legalmente constituída por agrupamento de municípios entre as localidades de ambas províncias.